# Gex: Enter the Gecko
Gex: Enter the Gecko è un videogioco sviluppato dalla Crystal Dynamics del 1998 per Nintendo 64, PlayStation, Game Boy Color, Windows.
È il secondo gioco con il geco Gex protagonista, cioè il seguito di Gex e il primo della serie in 3D (2D per Game Boy). Fu seguito a sua volta da Gex 3: Deep Cover Gecko.

## Trama
Poiché Gex è in pensione dal 1996, ha deciso di godersi solamente la televisione nella sua vita. Gex ha dato le dimissioni lontano da paparazzi, ed è nascosto nella collina di Maui, con la sua vita, un grande schermo TV. Le cose cambiano quando degli agenti segreti del governo visitano Gex e gli raccontano di Rez, che ha il potere su tutto il mondo della televisione. A Gex viene affidata la missione di salvataggio della televisione da Rez.

## Modalità di gioco
Il gioco consiste nella raccolta di 3 tipi di telecomandi per sbloccare diversi livelli, che sono di aiuto nella lotta contro Rez.

## Livelli

### Pre - History Channel
Un canale televisivo preistorico con ampi riferimenti ai Flintstones. Questo livello ha come nemici i Triceratopo e gli Pterodattili. "Pangea 90210" e "This Old Cave" sono i titoli dei livelli. Il primo si svolge attorno a un vulcano gigante, mentre il secondo si svolge in una grotta di lava.
- Missioni: Pangea 90210, This Old Cave
- Livello segreto: Lava Dabba Doo

### Scream TV
Questo canale è fortemente ispirato a film dell'orrore americani. Contiene mostri, come fantasmi e zombie.
- Missioni: Frankensteinfeld, Poltergex, Smellraiser
- Livello Bonus: Thursday the 12th
- Livello Segreto: Texas Chainsaw Manicure

### Circuit Central
Questo livello è caratterizzato da una sfera di energia che, se tocca Gex, gli permette di essere pieno di energia elettrica per un periodo di tempo limitato in modo da attivare o disattivare macchinari.
- Missioni: Honey I Shrunk the Gecko, www.dotcom.com
- Livelli Bonus: Bugged Out, Chips & Dips

### Rocket Channel
Un altro canale che rende omaggio al genere della fantascienza televisiva e cinematografica, come Star Wars e Star Trek. Gex ha costantemente bisogno di aria in questo livello, che può essere in certi punti di rifornimento.
- Missioni: Asteroidi, The Umpire Strikes Out
- Livelli Bonus: I've Got il Reruns, Problemi di Urano

### Toon TV
Gex esplora un canale (il sabato mattina per i cartoni animati) con riferimenti a cartoni animati celebri, come i Looney Tunes. Ad esempio, vi è un cacciatore simile a Taddeo e dei cartelli che dicono "Rabbit season" (Stagione del coniglio).  Inoltre Gex si trasforma in coniglio e anatra. 
- Missioni: Fine Tooning, Out of Toon

### Altri
- Kung-Fu Theater: Canale Kung-Fu.
  - Missioni: Mao Tse Tongue, Samurai Night Fever
  - Bonus livello: Lizard in a China Shop
- Rezopolis: canale personale di Rez - livello ispirato a vari generi televisivi - cultura e filmato generi come criminalità, dramma e la catastrofe.
  - Missioni: No Weddings and a Funeral
  - Bonus livelli:
  - Secret Level: Mazed & Confused
- Boss TV: Questi sono i Livelli-Boss. In ognuno Gex vince un telecomando d'oro.
  - Missioni: Gilligex Island, Mooshoo Pork, Gexzilla Vs. Mecharez, Canale Z